# Geneva-on-the-Lake
Geneva-on-the-Lake è un villaggio degli Stati Uniti d'America, situato nello stato dell'Ohio, nella contea di Ashtabula.